# Governo da Grande Assembleia Nacional
O Governo da Grande Assembleia Nacional (em turco:  Büyük Millet Meclisi Hükûmeti), identificado como o Estado da Turquia (Türkiye Devleti) ou Turquia (Türkiye),  comumente conhecido como Governo de Ancara (Ankara Hükûmeti),       ou arcaicamente o Governo de Angorá, foi o governo turco provisório e revolucionário baseado em Ancara (então conhecido como Angorá) durante a Guerra da Independência Turca (1919 –1923) e durante os anos finais do Império Otomano. Foi liderado pelo Movimento Nacional Turco, em oposição ao desmoronado Governo de Constantinopla/Governo de Istambul, que foi liderado pelo Sultão Otomano.
Durante a Guerra da Independência, o Governo da Grande Assembleia Nacional comandou o exército conhecido como Kuva-yi Milliye ("Forças Nacionais"). Após a guerra e a vitória sobre o governo monarquista de Constantinopla, o governo republicano de Ancara declarou o fim do Império Otomano e a criação da República da Turquia a partir das suas cinzas em 1923. A Grande Assembleia Nacional é hoje o órgão parlamentar da Turquia.

## Antecedentes
Na altura em que o Governo de Ancara foi proclamado, existia outro governo turco na Constantinopla ocupada pelos Aliados (atual Istambul), nomeadamente o Governo Imperial Otomano, muitas vezes conhecido como "Governo de Constantinopla" (em oposição ao Governo nacionalista de Ancara). Uma vez estabelecida a Grande Assembleia Nacional, em 23 de Abril de 1920, sem rejeitar inicialmente a legitimidade do Sultanato Otomano, o novo parlamento em Ancara formou o seu próprio governo dentro da Assembleia. Os ministros foram chamados de "Vekil" (em exercício) em vez do convencional "Nazir", para manter o caráter provisório do governo. 
O Governo de Ancara foi fundado para representar a Turquia porque a capital de jure, Constantinopla, estava sob ocupação. O presidente da GNA (renomeada Grande Assembleia Nacional da Turquia após 8 de fevereiro de 1921) e mais tarde da República da Turquia, foi Mustafa Kemal Paxá. Uma vez assinado o Armistício de Mudanya, substituindo o Armistício de Mundros (assinado pelo Império Otomano em 1918 no final da Primeira Guerra Mundial) e encerrando a Guerra da Independência Turca, o GNA aboliu o Sultanato imperial, que foi acusado de colaborar com os Aliados durante a ocupação da Turquia. 
O Governo de Constantinopla, representando o sultanato otomano e a antiga ordem imperial e monárquica, inicialmente recusou-se a reconhecer o movimento nacional turco e o governo da Grande Assembleia Nacional em Ancara, sustentando que só ele era o governo legítimo do Império Otomano. Tentou derrotar militarmente o Governo de Ancara usando o seu Kuva-yi Inzibatiye, ou seja, as "Forças da Ordem", vulgarmente conhecidas como o "Exército do Califado" (em oposição às forças do GNA, o Kuva-yi Milliye, o "Exército da Nação"), mas não o fez. Em 1921, equipes diplomáticas tanto do Governo monarquista de Constantinopla quanto do Governo republicano de Ancara compareceram à Conferência de Londres . Num movimento surpreendente, porém, a equipa diplomática otomana liderada por Ahmet Tevfik Paxá cedeu e permitiu que a equipa diplomática turca liderada por Bekir Sami Kunduh fosse a única representante do país na conferência. O Tratado de Lausanne foi assinado em 24 de julho de 1923, entre os representantes dos Aliados e de Ancara, reconhecendo assim oficialmente o governo de Ancara como o governo turco legítimo. 
Em 29 de outubro, a Assembleia Nacional declarou a República da Turquia.

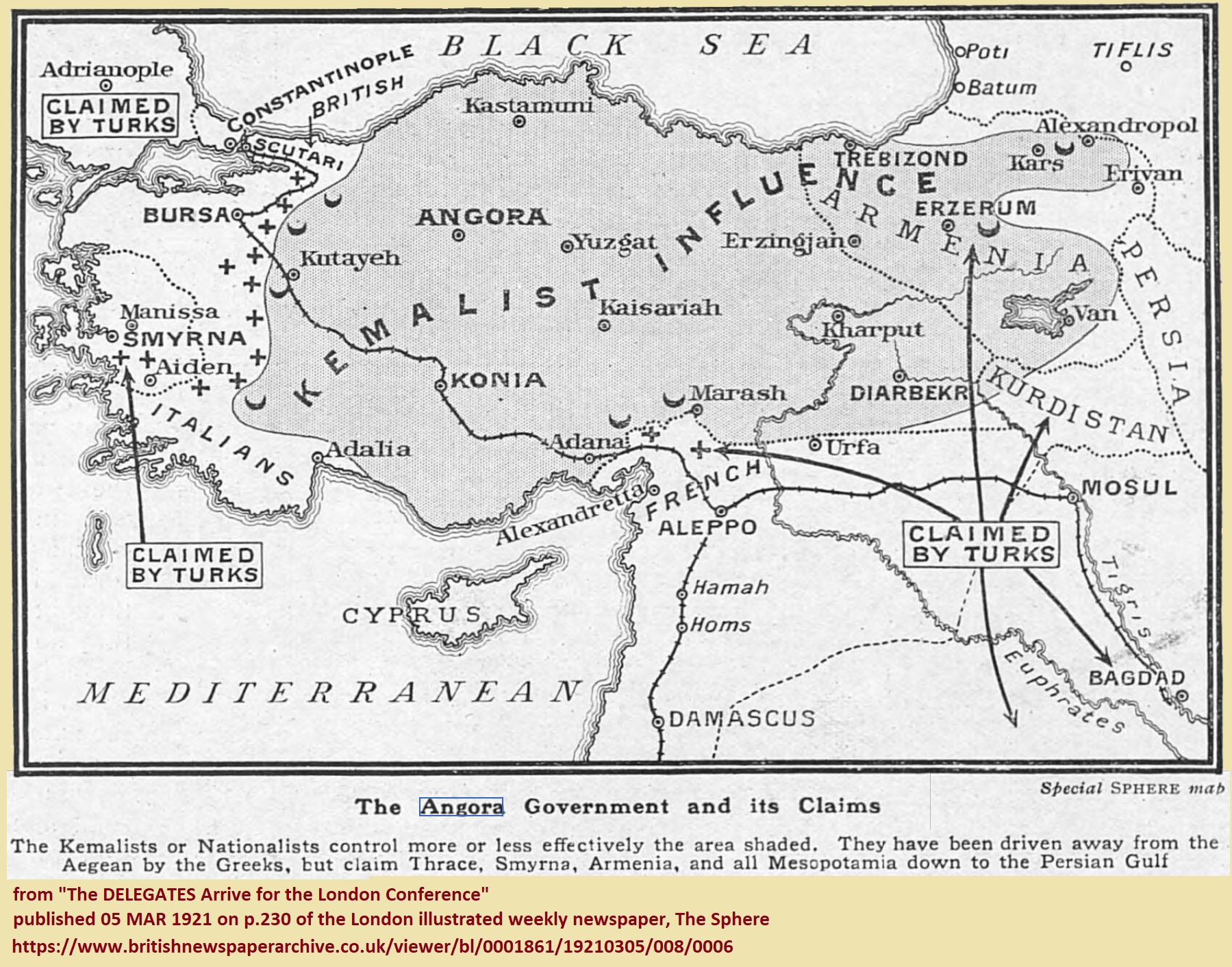
O mapa publicado pela The Sphere de 1 a 5 de março de 1921:
- O Governo Angora e as suas reivindicações
- Os Kemalistas ou Nacionalistas controlam de forma mais ou menos eficaz a área sombreada. Eles foram expulsos do Egeu pelos gregos, mas reivindicam a Trácia, Esmirna, Armênia e toda a Mesopotâmia até o Golfo Pérsico.

## Governos
Os governos anteriores à República costumavam ser chamados de "Ministros Executivos da Turquia". Na lista abaixo, o nome entre parênteses é o sobrenome que os membros do gabinete assumiram posteriormente (ver Lei do Sobrenome de 1934).

### 1º Gabinete de Ministros Executivos da Turquia (3 de maio de 1920–24 de janeiro de 1921)
| Cargo                                    | Nome                                                                   | Datas |
| ---------------------------------------- | ---------------------------------------------------------------------- | --- |
| Presidente                               | Mustafa Kemal (Atatürk)                                                | |
| Ministro da Xaria e das Fundações        | Mustafa Fehmi (Gerçeker)                                               | |
| Ministro da Justiça                      | Celalettin Arif                                                        | |
| Ministro do Estado Maior                 | İsmet (İnönü)                                                          | |
| Ministro da Defesa                       | Fevzi (Çakmak)                                                         | |
| Ministro do Interior                     | - Cami (Baykurt) - Hakkı Behiç (Bayiç) - Nazım (Resmor) - Refet (Bele) | - 3 de maio de 1920 - 13 de julho de 1920 - 17 de julho de 1920 - 4 de setembro de 1920 - 4 de setembro de 1920 - 6 de setembro de 1920 - 16 de setembro de 1920 - 24 de janeiro de 1921 |
| Ministro de Relações Exteriores          | Bekir Sami (Kunduh)                                                    | |
| Ministro da Economia                     | Yusuf Kemal (Tengirşek)                                                | |
| Ministro das Finanças                    | Hakkı Behiç (Bayiç) Ahmet Ferit (Tek)                                  | - 3 de maio de 1920 - 17 de julho de 1920 - 17 de julho de 1920 - 24 de janeiro de 1921                                                                                                  |
| Ministro da Educação                     | - Rıza Nur - Hamdullah Suphi (Tanrıöver)                               | - 3 de maio de 1920 - 13 de dezembro de 1920 - 13 de dezembro de 1920 - 24 de janeiro de 1921                                                                                            |
| Ministro das Obras Públicas              | - İsmail Fazıl - Ömer Lütfi (Argeşo)                                   | - 26 de maio de 1920 - 27 de dezembro de 1920 - 27 de dezembro de 1920 - 24 de janeiro de 1921                                                                                           |
| Ministro da Saúde e Solidariedade Social | Adnan (Adıvar)                                                         | |

### 2º Gabinete de Ministros Executivos da Turquia (24 de janeiro de 1921–19 de maio de 1921)
| Cargo                                    | Nome                                         | Datas                                                                                    |
| ---------------------------------------- | -------------------------------------------- | ---------------------------------------------------------------------------------------- |
| - Presidente - Ministro da Defesa        | Fevzi (Çakmak)                               |                                                                                          |
| Ministro da Xaria e das Fundações        | Mustafa Fehmi (Gerçeker)                     |                                                                                          |
| Ministro da Justiça                      | - Celalettin Arif - Yusuf Kemal (Tengirşenk) | - 24 de janeiro de 1921 -30 de março de 1921 - 30 de março de 1921 a 19 de maio de 1921  |
| Ministro do Estado Maior                 | İsmet (İnönü)                                |                                                                                          |
| Ministro do Interior                     | - Refet (Bele) - Ata (Atalay)                | - 24 de janeiro de 1921 -21 de abril de 1912 - 21 de abril de 1921 - 19 de maio de 1921  |
| Ministro de Relações Exteriores          | Bekir Sami (Kunduh)                          |                                                                                          |
| Ministro da Economia                     | - Yusuf Kemal (Tengirşenk) - Celal (Bayar)   | - 24 de janeiro de 1921 - 30 de março de 1921 - 30 de março de 1921 – 19 de maio de 1921 |
| Ministro das Finanças                    | Ahmet Ferit (Tek)                            |                                                                                          |
| Ministro da Educação                     | Hamdullah Suphi (Tanrıöver)                  |                                                                                          |
| Ministro das Obras Públicas              | Ömer Lütfi (Argeşo)                          |                                                                                          |
| Ministro da Saúde e Solidariedade Social | - Adnan (Adıvar) - Refik (Saydam)            | - 14 de janeiro de 1921 a 10 de março de 1921 - 10 de março de 1921 - 19 de maio de 1921 |

### 3º Gabinete de Ministros Executivos da Turquia
| Cargo                                    | Nome                                                        | Datas |
| ---------------------------------------- | ----------------------------------------------------------- | --- |
| Presidente                               | Fevzi (Çakmak)                                              | |
| Ministro da Xaria e das Fundações        | - Mustafa Fehmi (Gerçeker) - Abdullah Azmi (Torun)          | - 19 de maio de 1921 – 27 de abril de 1922 - 27 de abril de 1922 – 9 de julho de 1922                                                                 |
| Ministro da Justiça                      | Refik Şevket (İnce)                                         | |
| Ministro do Estado Maior                 | - İsmet (İnönü) - Fevzi (Çakmak)                            | - 19 de maio de 1921 – 3 de agosto de 1921 - 3 de agosto de 1921 – 9 de julho de 1922                                                                 |
| Ministro da Defesa                       | - Fevzi (Çakmak) - Refet (Bele) - Kazım (Özalp)             | - 19 de maio de 1921 - 5 de agosto de 1921 - 5 de agosto de 1921 -14 de janeiro de 1922 - 14 de janeiro de 1922 -9 de julho de 1922                   |
| Ministro do Interior                     | - Ata (Atalay) - Refet (Bele) - Ali Fethi (Okyar)           | - 19 de maio de 1921, janeiro de 1921 -30 de junho de 1921 - 30 de junho de 1921 - 10 de outubro de 1921 - 10 de outubro de 1921 a 9 de julho de 1922 |
| Ministro de Relações Exteriores          | Yusuf Kemal Bey (Tengirşenk)                                | |
| Ministro da Economia                     | - Celal (Bayar) - Sırrı (Day) - Hasan (Saka)                | - 19 de maio de 1921 - 1º de janeiro de 1922 - 14 de janeiro de 1922 - 11 de maio de 1922 - 11 de maio de 1922 - 9 de julho de 1922                   |
| Ministro das Finanças                    | - Hasan (Saka) - Hasan Fehmi (Ataç)                         | - 19 de maio de 1921 - 22 de abril de 1922 - 22 de abril de 1922 a 9 de julho de 1922                                                                 |
| Ministro da Educação                     | - Hamdullah Suphi (Tanrıöver) - Mehmet Vehbi (Bolak)        | - 19 de maio de 1921 – 20 de novembro de 1921 - 20 de novembro de 1921 – 9 de julho de 1922                                                           |
| Ministro das Obras Públicas              | - Ömer Lütfi (Argeşo) - Rauf (Orbay) - Fevzi (Pirinççioğlu) | - 19 de maio de 1921 a 21 de novembro de 1921 - 21 de novembro de 1921 a 14 de janeiro de 1922 - 14 de janeiro de 1922 – 9 de julho de 1922           |
| Ministro da Saúde e Solidariedade Social | - Refik (Saydam) - Rıza Nur                                 | - 19 de maio de 1921 a 24 de dezembro de 1921 - 24 de janeiro de 1921 – 9 de julho de 1922                                                            |

### 4º Gabinete de Ministros Executivos da Turquia
| Cargo                                    | Nome                                           | Datas                                                                                       |
| ---------------------------------------- | ---------------------------------------------- | ------------------------------------------------------------------------------------------- |
| Presidente                               | Rauf (Orbay)                                   |                                                                                             |
| Ministro da Xaria e das Fundações        | - Abdullah Azmi (Torun) - Mehmet Vehbi (Bolak) | - 12 de julho de 1922 - 26 de outubro de 1922 - 26 de outubro de 1922 - 4 de agosto de 1923 |
| Ministro da Justiça                      | Rifat (Çalık)                                  |                                                                                             |
| Ministro do Estado Maior                 | Fevzi (Çakmak)                                 |                                                                                             |
| Ministro da Defesa                       | Kazım (Özalp)                                  |                                                                                             |
| Ministro do Interior                     | İsmail Sefa (Özler) Ali Fethi (Okyar)          | 12 de julho de 1922 - 5 de novembro de 1922 - 4 de agosto de 1923                           |
| Ministro de Relações Exteriores          | - Yusuf Kemal (Tengirşek) - İsmet (İnönü)      | - 12 de julho de 1922 - 26 de outubro de 1922 - 26 de outubro de 1922 - 4 de agosto de 1923 |
| Ministro da Economia                     | Mahmut Esat (Bozkurt)                          |                                                                                             |
| Ministro da Educação                     | - Mehmet Vehbi (Bolak) - İsmail Sefa (Özler)   | - 12 de julho de 1922 - 5 de novembro de 1922 - 5 de novembro de 1922 - 4 de agosto de 1923 |
| Ministro das Finanças                    | Hasan Fehmi (Ataç)                             |                                                                                             |
| Ministro das Obras Públicas              | Fevzi (Pirinççioğlu)                           |                                                                                             |
| Ministro da Saúde e Solidariedade Social | Rıza Nur                                       | 12 de julho de 1922 - 27 de outubro de 1922                                                 |

### 5º Gabinete de Ministros Executivos da Turquia
| Cargo                                               | Nome                                            | Datas                                                                                            |
| --------------------------------------------------- | ----------------------------------------------- | ------------------------------------------------------------------------------------------------ |
| - Presidente - Ministro do Interior                 | Fethi (Okyar)                                   |                                                                                                  |
| Ministro da Xaria e das Fundações                   | - Mustafa Kazım (Onar) - Mustafa Fevzi (Sarhan) | - 14 de agosto de 1923 - 24 de setembro de 1923 - 24 de setembro de 1923 - 27 de outubro de 1923 |
| Ministro da Justiça                                 | Mehmet Seyit                                    |                                                                                                  |
| Ministro do Estado Maior                            | Fevzi (Çakmak)                                  |                                                                                                  |
| Ministro da Defesa                                  | Kazım (Özalp)                                   |                                                                                                  |
| Ministro de Relações Exteriores                     | İsmet (İnönü)                                   |                                                                                                  |
| Ministro da Economia                                | - Mahmut Esat (Bozkurt) - Hasan (Saka)          | - 14 de agosto de 1923 - 24 de setembro de 1923 - 24 de setembro de 1923 - 27 de outubro de 1923 |
| Ministro da Educação                                | İsmail Sefa (Özler)                             |                                                                                                  |
| Ministro das Finanças                               | Hasan Fehmi (Ataç)                              |                                                                                                  |
| Ministro das Obras Públicas                         | Fevzi (Pirinççioğlu)                            |                                                                                                  |
| Ministro da Saúde e Solidariedade Social            | Rıza Nur                                        |                                                                                                  |
| Ministro do Assentamento e Intercâmbio Populacional | Mustafa Necati                                  |                                                                                                  |